# Kimære (medicin)
 For alternative betydninger, se Kimære. (Se også artikler, som begynder med Kimære)
Medicinsk set er en kimære et individ, som består af celler, der stammer fra forskellige zygoter. Genetisk bruges udtrykket om blodtype kimærisme, som er et fænomen, hvor tveæggede tvillinger har udvekslet bloddannende stamceller mens de lå i livmoderen, og hvor de hver især har to blodtyper. Endvidere anvendes det om "helkrops" kimærisme, hvor et individ er dannet af to forskellige zygoter.

## Første naturlige dyrekimære?
I 2023 postulerede en videnskabelig artikel en unik reproduktionscyklus for myren Anoplolepis gracilipes, hvilket tyder på, at hanner er obligate kimærer.